# Хайма (тайфун)
Тайфун «Хайма» (англ. Typhoon Haima), також відомий на Філіппінах як «Тайфун Лавін» (англ. Typhoon Lawin) — третій за потужністю тропічний циклон у світі в 2016 році. Це був двадцять другий названий шторм і одинадцятий тайфун щорічного сезону тайфунів. Вплинувши на Філіппіни менш ніж через 3 дні після тайфуну Тайфуну Саріка.
19 людей загинуло під час проходження тайфуну, а загальна сума збитків оцінюється в понад 970 мільйонів доларів США. Шторм змусив скасувати кілька сотень авіарейсів на Філіппінах, Гонконгу та Китаї. Напередодні шторму уряд Китаю створив кілька притулків у районах проходження тайфуну, щоб пристосувати постраждалих людей. Повінь і штормовий хвиля вразили багато прибережних районів, поваливши кілька дерев і лінії електропередач, що призвело до перебоїв з електропостачанням. Через збитки, спричинені штормом на Філіппінах і в Китаї, імена Хайма та Лавін були вилучені з відповідних списків імен у 2017 році.

## Метеорологічна історія

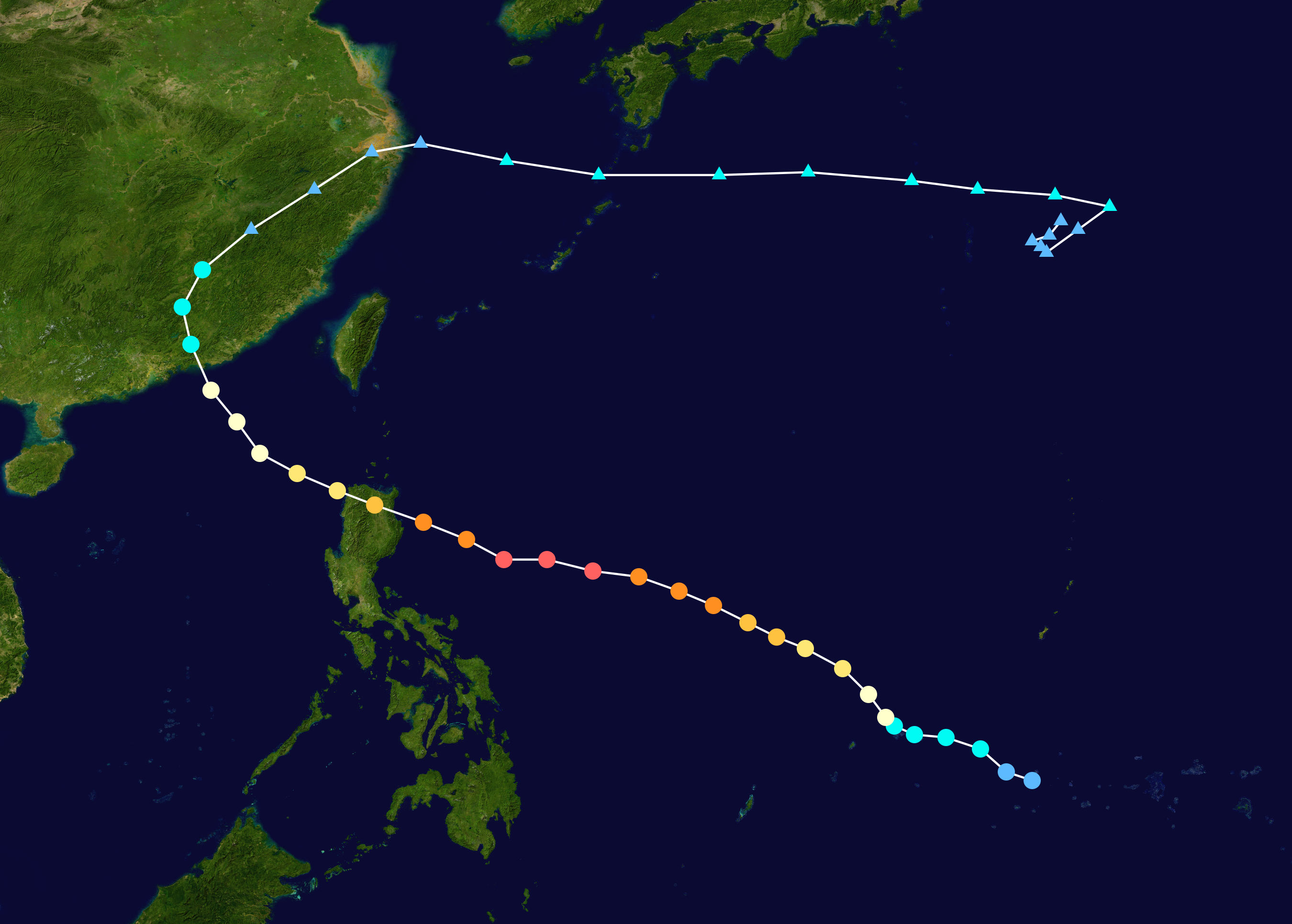
Карта шляху і інтенсивності Тайфуну Хайма

Протягом 13 жовтня Об’єднаний центр попередження про тайфуни (JTWC) Сполучених Штатів почав стежити за зоною низького тиску, яка виникла приблизно за 705 км (440 миль) на південний-схід від авіабази Андерсон на Гуамі. Система була розташована в сприятливому середовищі для подальшого розвитку, з низьким вертикальним зсувом вітру, теплою температурою поверхні моря, розташованою на північному-заході. Протягом цього дня система рухалася на північний-захід під впливом субтропічного хребта високого тиску на північ і швидко розвинула циркуляційний центр низького рівня. 14 жовтня JTWC і Японське метеорологічне агентство (JMA) класифікували як тропічну депресію, хоча воно було розташоване в межах Каролінських островів приблизно в 700 км (435 миль) на південь від Гуаму. Протягом цього дня циркуляційний центр продовжував швидко консолідуватися, тоді як смуги атмосферної конвекції створювалися та загорталися в центр. У результаті як JMA, так і JTWC повідомили, що депресія переросла в тропічний шторм, і JMA назвала її Хайма за китайським словом, що означає морський коник.
Відразу після того, як JMA вказав, що Хайма посилився до сильного тропічного шторму о 00:00 UTC 16 жовтня, JTWC кваліфікував його до тайфуну через покращення смуг;  через шість годин JMA також кваліфікував Хайму як тайфун приблизно за 140 км (85 миль) на північний схід від Япа.  Проходячи на північний-захід уздовж субтропічного хребта на північ, Хайма почала формувати око. Тайфун увійшов у зону відповідальності Філіппін рано 17 жовтня та отримав назву Лавін від PAGASA незадовго до того, як він ще більше поглибився з різко окресленим оком. Пізніше відбувся цикл заміни очної стінки , оскільки супутникові зображення показали тверде внутрішнє кільце глибокої конвекції з вторинним зовнішнім кільцем.

Тайфун Хайма, що досягає північного Лусона 19 жовтня

Хайма завершив цикл заміни очної стінки до ранку 18 жовтня. У цей час JTWC оновив його до супертайфуну. Кілька годин потому Хайма представив дуже симетричну і щільно згорнуту спіральну структуру з оком шириною 55 км (35 миль). На півночі був помітний антициклон, який блокував звичайний вихідний канал у напрямку до полюса, але, враховуючи вражаючий вигляд, обмеження потоку, очевидно, мало обмежений вплив. Розташована в районі з температурою поверхні моря близько 30 ºC , Хайма досягла піку інтенсивності близько 18:00 UTC, з центральним тиском 900 гПа (26,58 дюйма рт. ст.) і десятихвилинним максимальним стійким вітром зі швидкістю 215 км/год. (130 миль/год). Ця інтенсивність зробила Хайму другим за інтенсивністю тропічним циклоном у північно-західній частині Тихого океану в 2016 році після тайфуну «Меранті». Водночас JTWC оцінив однохвилинний максимальний стійкий вітер у 270 км/год (165 миль/год), що еквівалентно 5 категорії за шкалою Саффіра-Сімпсона. Коли Хайма продовжувала наближатися та взаємодіяти з Лусоном 19 жовтня, ядро конвекції стало подовженим із ще одним циклом заміни очної стінки, що призвело до тенденції ослаблення та хмарного ока. JTWC знизив силу до 4 категорії, еквівалентної тайфуну з 1-хвилинним стійким вітром 220 км/год (140 миль/год). Згодом система вийшла на сушунад Пеньябланкою, Кагаян на Філіппінах о 23:00 за тихоокеанським стандартним часом (15:00 UTC).
Коли Хайма увійшов у Південно-Китайське море незадовго до 08:00 за тихоокеанським стандартним часом (00:00 UTC) 20 жовтня, тайфун значно послабшав, але став більшим. Незважаючи на те, що Хайма поступово погіршувалася через зменшення вмісту тепла в океані, незабаром система відновила нерівне око в 150 км (90 миль). Умови навколишнього середовища в цей час включали посилення вертикального зсуву вітру, дещо компенсоване хорошими подвійними каналами стоку. Повертаючись на північний-захід уздовж периферії субтропічного хребта, розташованого на півночі та сході, Хайма вийшла на сушу над повітом Хайфен , Шаньвей у провінції Гуандун Китаю о 12:40 CST(04:40 UTC) 21 жовтня. Кілька годин потому Хайма послабшав у сильний тропічний шторм через пересічену місцевість, і JTWC опублікував останнє попередження в системі. Далі система ослабла до тропічного шторму о 12:00 UTC і, зрештою, тропічної депресії в провінції Цзянсі о 18:00 UTC.
Близько 08:00 CST (00:00 UTC) 22 жовтня Хайма стала позатропічною та прискорилася на північний-схід. Увійшовши в затоку Ханчжоу прямо перед 20:00 CST (12:00 UTC), прогин увійшов у Східно-Китайське море і повернув на схід. Рано 23 жовтня система переросла в шквальний мінімум поблизу островів Токара. Проходячи на схід на південь від Японії, система ослабла до шквального мінімуму приблизно на 420 км (260 миль). на схід від Тітідзіми, близько 09:00 JST (00:00 UTC) 25 жовтня Потім він блукав околицями та розвіявся рано 26 жовтня.

## Наслідки

### Філіппіни
Під час проходження Хайми PAGASA подала сигнал 5. За даними Національної ради зі зменшення ризиків стихійних лих і управління ними (NDRRMC), Хайма вбила загалом 18 людей, а збитки досягли 3,74 мільярдів рупій (77,6 мільйонів доларів США)..

### Гонконг

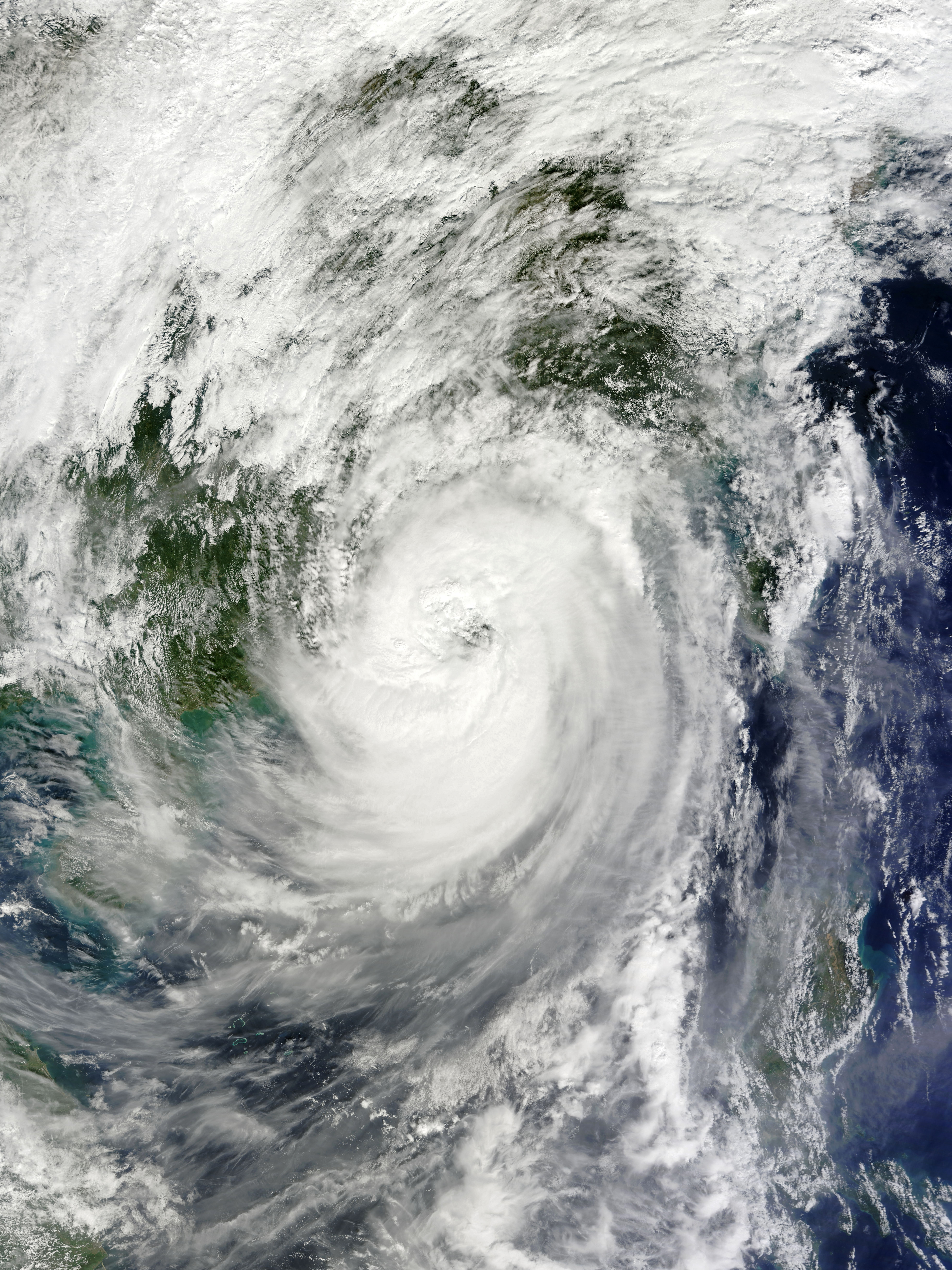
Тайфун «Хайма» обрушився на китайську провінцію Гуандун

Наближення тайфуну спонукало Гонконзьку обсерваторію видати №8 Сигнал шторму; школи та підприємства були призупинені, а дороги та тротуари порожні, коли Хайма вийшла на узбережжя на відстані 110 км (68 миль) на північний-схід від міста рано вдень 21 жовтня. «Оскільки західна частина ока Хайми знаходиться досить близько до Гонконгу, деякий час на територію впливатимуть шторми», — заявили в обсерваторії, попередивши громадськість триматися подалі від набережної через сильний шторм. Однак багато жителів проігнорували попередження і спостерігали за штормом. Хайма принесла сильні опади з поривами до 105 кілометрів на годину, коли хвилі налітали й затоплювали прибережні дороги, а дерева були повалені вітром. Було скасовано понад 700 авіарейсів до та з Гонконгу, торги на міській фондовій біржі були зупинені 21 жовтня, і поромні перевезення, такі як знаменитий пором Star Ferry через гавань Гонконгу, були скасовані. Усі автобусні перевезення були припинені, а рух підземних потягів уповільнено. Готуючись до шторму, уряд створив понад 20 притулків.[36] Одна людина загинула, а збитки склали 5 мільярдів гонконгських доларів (644,7 мільйонів доларів США).

### Макао
Наближення Хайми призвело до того, що метеорологічне та геофізичне бюро Макао вперше в 2016 році опублікувало сигнал про тропічний циклон №8 о 08:30 за місцевим часом. Однак вітер у Макао був набагато слабкішим, ніж у сусідньому Гонконзі. Зрештою сигнал № 3 був виданий замість сигналу № 8 о 15:30. Пізніше SMG пояснила, що, оскільки Хайма рушила на схід протягом дня 21 жовтня, інтенсивні смуги дощу та пов’язані з ними шторми, які, за прогнозами, вплинули на Макао, зрештою не вплинули безпосередньо на територію.

### Китай
Загальні економічні втрати в Південному Китаї склали 1,69 мільярда ієн (249,9 мільйона доларів США).